# 1. SK Prostějov 2016/2017
Tento článek se podrobně zabývá událostmi v klubu 1. SK Prostějov v období sezony 2016/2017 a jeho působení ve Fortuna národní lize.
Prostějov se v předcházející sezoně v MSFL umístil na 1. pozici a postoupil do Fortuna národní ligy. Před startem sezony došlo k několika změnám v kádru.

## Klub

### Sada dresů
- Výrobce: Nike

### Míče
- Výrobce: Nike
- Druh: Nike Ordem 4

## Realizační tým
| Post               | Jméno                             |
| ------------------ | --------------------------------- |
| Hlavní trenér      | Miroslav Takáč (do 5.5.2017)      |
| Hlavní trenér      | Radim Weisser (od 5.5.2017)       |
| Asistent trenéra   | František Jura (do 18.11.2016)    |
| Asistent trenéra   | Petar Aleksijevič (od 18.11.2016) |
| Asistent trenéra   | Roman Popelka                     |
| Trenér brankářů    | Petar Aleksijevič                 |
| Vedoucí mužstva    | Martin Musil                      |
| Lékař              | Vladimír Macháček                 |
| Masér              | Marek Roba                        |
| Fyzioterapeut      | Michael Polák                     |
| Klubové vedení     |                                   |
| Předseda klubu     | Petr Langr (do 3.3.2017)          |
| Předseda klubu     | František Jura (od 6.3.2017)      |
| Sportovní ředitel  | Roman Popelka (do 1.4.2017)       |
| Sportovní ředitel  | Radim Weisser (od 1.4.2017)       |
| Ekonomický manažer | Ivan Polák                        |
| Tiskový mluvčí     | Tomáš Kaláb                       |

|  | Změny oproti předchozímu ročníku. |

## Kádr

### Soupiska (podzim)
| #  | Pozice | Hráč             |
| -- | ------ | ---------------- |
| 1  | B      | Zdeněk Kofroň    |
| 3  | Ú      | Karel Kroupa     |
| 6  | Z      | Michal Skwarczek |
| 7  | Z      | David Štrombach  |
| 9  | O      | Josef Pančochář  |
| 10 | Ú      | Petr Nekuda      |
| 11 | Ú      | Milan Machálek   |
| 12 | Z      | Jan Šteigl       |
| 13 | Ú      | David Píchal     |
| 14 | Ú      | Šimon Chwaszcz   |

| #  | Pozice | Hráč             |
| -- | ------ | ---------------- |
| 15 | Z      | Michal Zapletal  |
| 16 | O      | Lubomír Machynek |
| 17 | Z      | Zdeněk Fládr     |
| 18 | O      | Aleš Rus         |
| 19 | O      | Martin Hirsch    |
| 21 | O      | Aleš Schuster    |
| 22 | Z      | Tomáš Langer     |
| 23 | Z      | Lukáš Petržela   |
| 24 | O      | Martin Sus       |
| 26 | B      | Dominik Neoral   |

### Léto 2016 – změny v kádru
| Národnost | Jméno          | Kam                   | Poznámka        |
| --------- | -------------- | --------------------- | --------------- |
| Česko     | Jan Koudelka   | FC Boskovice          | Konec hostování |
| Česko     | Tomáš Machálek | SFC Opava             | Konec hostování |
| Česko     | Štěpán Přikryl | FK Kozlovice          | Hostování       |
| Česko     | Michael Sečkář | MFK Vyškov            | Hostování       |
| Česko     | Lukáš Zelenka  | Konec aktivní kariéry |                 |

| Národnost | Jméno            | Odkud               | Poznámka           |
| --------- | ---------------- | ------------------- | ------------------ |
| Česko     | Aleš Schuster    | FC Zbrojovka Brno   | Přestup            |
| Česko     | Michal Skwarczek | FK Jablonec         | Přestup            |
| Česko     | Jan Šteigl       | 1. HFK Olomouc      | Návrat z hostování |
| Česko     | David Štrombach  | FC Zbrojovka Brno   | Hostování          |
| Česko     | Michal Zapletal  | 1. SK Prostějov U19 | Příchod z dorostu  |
| Česko     | Šimon Chwaszcz   | FC Fastav Zlín      | Hostování          |

### Soupiska (jaro)
| #  | Pozice | Hráč             |
| -- | ------ | ---------------- |
| 1  | B      | Pavel Halouska   |
| 2  | O      | Matěj Hýbl       |
| 3  | Ú      | Karel Kroupa     |
| 4  | Z      | Martin Popelka   |
| 5  | Z      | Jan Hladík       |
| 6  | Z      | Michal Skwarczek |
| 7  | Z      | Robin Elšík      |
| 8  | Z      | Michael Sečkář   |
| 9  | Z      | Josef Pančochář  |
| 10 | Ú      | Josef Čtvrtníček |
| 11 | O      | Michal Malý      |
| 12 | Ú      | Adam Marčík      |

| #  | Pozice | Hráč                 |
| -- | ------ | -------------------- |
| 13 | Ú      | David Píchal         |
| 15 | Z      | Michal Zapletal      |
| 16 | O      | Lubomír Machynek     |
| 17 | Z      | Zdeněk Fládr         |
| 18 | O      | Aleš Rus             |
| 19 | O      | Martin Hirsch        |
| 21 | O      | Aleš Schuster        |
| 22 | Z      | Radek Smékal         |
| 23 | Z      | George Alaverdašvili |
| 24 | O      | Martin Sus           |
| 26 | B      | Dominik Neoral       |

### Zima 2017 – změny v kádru
| Národnost | Jméno           | Kam                        | Poznámka        |
| --------- | --------------- | -------------------------- | --------------- |
| Česko     | Zdeněk Kofroň   | SK Hanácká Slavia Kroměříž | Hostování       |
| Česko     | Tomáš Langer    | 1. HFK Olomouc             | Hostování       |
| Česko     | Lukáš Petržela  | 1. HFK Olomouc             | Hostování       |
| Česko     | David Štrombach | FC Zbrojovka Brno          | Konec hostování |
| Česko     | Jan Šteigl      | 1. HFK Olomouc             | Hostování       |
| Česko     | Šimon Chwaszcz  | FC Fastav Zlín             | Konec hostování |
| Česko     | Milan Machálek  | MFK Vyškov                 | Hostování       |
| Česko     | Petr Nekuda     | 1. HFK Olomouc             | Hostování       |

| Národnost | Jméno                | Odkud                  | Poznámka           |
| --------- | -------------------- | ---------------------- | ------------------ |
| Česko     | Pavel Halouska       | FC Zbrojovka Brno      | Hostování          |
| Česko     | Matěj Hýbl           | SK Sigma Olomouc       | Hostování          |
| Česko     | Michal Malý          | FC Fastav Zlín         | Hostování          |
| Gruzie    | George Alaverdašvili | FC MAS Táborsko        | Přestup            |
| Česko     | Robin Elšík          | FC Viktoria Otrokovice | Přestup            |
| Česko     | Jan Hladík           | SK Sigma Olomouc       | Hostování          |
| Česko     | Martin Popelka       | 1. SK Prostějov        | Příchod z dorostu  |
| Česko     | Michael Sečkář       | MFK Vyškov             | Návrat z hostování |
| Česko     | Radek Smékal         | 1. SK Prostějov        | Příchod z dorostu  |
| Česko     | Josef Čtvrtníček     | FC Zbrojovka Brno      | Přestup            |
| Česko     | Adam Marčík          | 1. SK Prostějov        | Příchod z dorostu  |

## Přípravné zápasy

### Letní příprava
| 10. července 2016 | MFK Vyškov | 0 – 6 | 1. SK Prostějov                                                                   | Fotbalové hřiště Zbýšov, Zbýšov |  |
| 18:00 |            |       | Karel Kroupa 27' z pen. Zdeněk Fládr 32', 48' Jan Šteigl 56', 75' Petr Nekuda 60' |                                 |  |
| Poznámky: Sestava: Kofroň (46. Neoral) – Pančochář, Schuster, Sus, Rus (46. Machynek) – Hirsch (57. Přikryl), Fládr (80. Makowski), Langer (57. Zapletal), Machálek (46. Šteigl) – Nekuda, Kroupa (70. Machálek). |            |       |                                                                                   |                                 |  |

| 13. července 2016 | 1. SK Prostějov                                                      | 4 – 3 | FC Písek                                    | Všesportovní stadion, Ústí nad Orlicí |  |
| 15:00 | Karel Kroupa 20', 49' oba z pen. Milan Machálek 77' David Píchal 80' |       | Martin Voráček 17' František Němec 28', 43' |                                       |  |
| Poznámky: Sestava: Neoral (46. Kofroň) - Machynek (46. Rus), Sus, Schuster, Pančochář - Hirsch, Fládr (77. Makowski), Zapletal (46. Píchal), Langer (46. Machálek) - Šteigl, Kroupa (55. Přikryl). |                                                                      |       |                                             |                                       |  |

| 16. července 2016 | 1. SK Prostějov                                                      | 4 – 2 | FC Hlučín             | Hřiště Za Olympijskou ulicí, Prostějov |  |
| 17:30 | Zdeněk Fládr 2' Karel Kroupa 12' Petr Nekuda 43' David Štrombach 51' |       | Fišer 39' Kaliský 49' |                                        |  |
| Poznámky: Sestava: Kofroň (46. Neoral) - Hirsch (46. Machynek), Schuster, Rus, Pančochář - Štrombach (79. Makowski), Langer (66. Přikryl), Fládr (57. Zapletal), Machálek (46. Šteigl) - Nekuda, Kroupa (57. Píchal). |                                                                      |       |                       |                                        |  |

| 23. července 2016 | FC Nitra                                            | 4 – 1 | 1. SK Prostějov  | Štadión pod Zoborom, Nitra    |  |
| 15:30 | Adam Dunda 8', 58' Filip Balaj 43' Ján Chovanec 63' |       | Zdeněk Fládr 45' | Diváci: 100 Rozhodčí: Darnadi |  |
| Poznámky: Sestava: Neoral (46. Kofroň) - Hirsch, Sus, Schuster, Pančochář (46. Rus) - Štrombach (72. Sečkář), Fládr, Langer (61. Petržela), Šteigl (55. Machálek) - Nekuda (55. Píchal), Kroupa (63. Zapletal). |                                                     |       |                  |                               |  |

| 4. srpna 2016 | FC Vysočina Jihlava U21                                    | 3 – 5 | 1. SK Prostějov                                                                  | Stadion Na Stoupách, Jihlava |  |
| 17:00 | Jan Bajer 26' Martin Svatík 36' z pen. Čestmír Vitásek 82' |       | Karel Kroupa 22' z pen., 44' vlastní gól 41' Zdeněk Fládr 73' Lukáš Petržela 84' | Diváci: 50                   |  |
| Poznámky: Sestava: Neoral - Hirsch (46. Machynek), Sus (46. Schuster), Rus (65. Machálek), Pančochář - Machálek (50. Sečkář), Fládr, Skwarczek (76. Hirsch), Šteigl, Štrombach (50. Petržela), Kroupa. |                                                            |       |                                                                                  |                              |  |

### Zimní příprava
| 11. ledna 2017 | 1. SK Prostějov         | 1 : 1 | FC Vysočina Jihlava U21 | Stadion Za Parkem, Vyškov |  |
| 17:00 | Karel Kroupa 10' z pen. |       | Marek Šerý 25'          |                           |  |
| Poznámky: Sestava: Neoral (46. Kofroň) - Hirsch (46. Machálek), Sus, Pančochář (46. Machynek), Hýbl - Skwarczek (46. Langer), Čtvrtníček (46. Petržela), Fládr (46. Zapletal), Hladík (46. Nekuda) - Píchal (46. Schmidt), Kroupa (46. Sečkář). |                         |       |                         |                           |  |

| 14. ledna 2017 | 1. SK Prostějov      | 1 : 0 | 1. FC Viktorie Přerov | Stadion Za Parkem, Vyškov |  |
| 11:00 | Josef Čtvrtníček 36' |       |                       |                           |  |
| Poznámky: Sestava: Halouska (51. Neoral) - Hirsch (45. Machálek), Sus (45. Machynek), Machynek (45. Rus), Hýbl (45. Pančochář) - Schmidt (60. Přikryl), Langer (45. Skwarczek), Petržela (30. Fládr), Hladík (45. Zapletal) - Píchal (45. Nekuda), Čtvrtníček (45. Sečkář). |                      |       |                       |                           |  |

| 17. ledna 2017 | 1. FC Slovácko                                        | 3 : 0 | 1. SK Prostějov | Stadion Širůch, Staré Město |  |
| 17:00 | Benjamin Tetteh 20' Jakub Rezek 59' Lukáš Sadílek 61' |       |                 |                             |  |
| Poznámky: Sestava: Halouska (60. Kofroň) - Hirsch (46. Machynek), Sus, Rus, Hýbl - Skwarczek, Schmidt (60. Fládr), Pančochář (60. Sečkář) - Hladík, Píchal (60. Langer), Čtvrtníček. |                                                       |       |                 |                             |  |

| 18. ledna 2017 | SK Spartak Hulín                             | 3 : 2 | 1. SK Prostějov       | Sportovní areál města Hulín, Hulín |  |
| 17:00 | Václav Ondřejka 15', 30' Jaroslav Zlámal 48' |       | Zdeněk Fládr 53', 78' |                                    |  |
| Poznámky: Sestava: Halouska (46. Neoral) - Machálek, Machynek, Rus (46. Pančochář), Hýbl (46. Přikryl) - Sečkář, Fládr, Zapletal - Nekuda, Langer, Schmidt (46. Skwarczek). |                                              |       |                       |                                    |  |

| 21. ledna 2017 | AFC Nové Mesto nad Váhom                                                            | 5 : 3 | 1. SK Prostějov                                   | Štadión AFC Považan, Nové Mesto nad Váhom |  |
| 11:00 | Dominik Rolinec 59' Lukáš Šebek 67', 79' obě z pen. Adam Cisár 71' Martin Šebek 75' |       | Karel Kroupa 52' Josef Pančochář 57' Aleš Rus 77' |                                           |  |
| Poznámky: Sestava: Halouska (46. Neoral) - Machynek (65. Machálek), Sus, Rus, Hýbl - Pančochář, Skwarczek (61. Langer), Čtvrtníček (69. Fládr) - Hladík, Kroupa, Píchal (36. Zapletal). |                                                                                     |       |                                                   |                                           |  |

| 25. ledna 2017 | FC Hradec Králové                                                                                             | 6 : 0 | 1. SK Prostějov | Všesportovní stadion, Hradec Králové |  |
| 11:00 | Jan Pázler 4', 16' Jan Mudra 21' Igor Súkenník 50' z pen. Adam Vlkanova 60' Josef Pančochář 61' (vlastní gól) |       |                 | Diváci: 100 Rozhodčí: Orel           |  |
| Poznámky: Sestava: Halouska – Hladík (62. Zapletal), Machýnek, Sus, Hýbl (59. Sečkář) – Machálek (46. Fládr), Pančochář, Langer (89. Smékal), Píchal (86. Marčík) - Čtvrtníček - Kroupa. | |       |                 |                                      |  |

| 28. ledna 2017 | 1. SK Prostějov | 0 : 1 | FC Olympia Hradec Králové | Všesportovní stadion, Ústí nad Orlicí |  |
| 16:00 |                 |       | Karel Piták 49'           |                                       |  |
| Poznámky: Sestava: Halouska - Hladík, Sus, Machynek, Sečkář - T. Machálek, Fládr, Skwarczek, Čtvrtníček (60. M. Machálek), Zapletal - Nekuda. |                 |       |                           |                                       |  |

| 4. února 2017 | MFK Skalica                                        | 3 : 0 | 1. SK Prostějov | Mestský štadión Skalica, Skalica |  |
| 12:00 | Ľubomír Ulrich 20' Daniel Šebesta 28' z pen. a 89' |       |                 | Rozhodčí: Tokoš                  |  |
| Poznámky: Sestava: Halouska (46. Neoral) - Pančochář, Sus (65. Skwarczek), Machynek, Hýbl - Čtvrtníček (46. Nekuda), Skwarczek (46. Fládr), Dramé (65. Čtvrtníček) - Hladík, Kroupa, T. Machálek (46. Sečkář). |                                                    |       |                 |                                  |  |

| 10. února 2017 | MSK Břeclav | 1 : 3 | 1. SK Prostějov                                  | Fotbalový stadion v Lesní ulici, Břeclav |  |
| 18:00 |             |       | Karel Kroupa 27' Robin Elšík 35' Petr Nekuda 81' |                                          |  |
| Poznámky: Sestava: Neoral - Machynek (46. Pančochář), Malý, Rus (70. Skwarczek), Sečkář - Dramé, Alaverdašvili, Čtvrtníček (60. Nekuda) - Hladík (60. Zapletal), Elšík, Kroupa (46. Fládr). |             |       |                                                  |                                          |  |

| 17. února 2017 | SC Wiener Neustadt   | 1 : 1 | 1. SK Prostějov  | Stadion Eggendorf, Eggendorf |  |
| 15:00 | Andreas Schicker 45' |       | Karel Kroupa 65' |                              |  |
| Poznámky: Sestava: Halouska - Machynek (46. Hirsch), Malý, Rus, Hýbl (65. Píchal) - Pančochář (55. Skwarczek), Fládr (46. Sečkář), Čtvrtníček - Elšík (55. Hladík), Kroupa, Alaverdašvili. |                      |       |                  |                              |  |

| 24. února 2017 | FK Blansko                          | 2 : 3 | 1. SK Prostějov                                       | Stadion Na Mlýnské, Blansko  |  |
| 18:00 | Jan Trtílek 9' Jindřich Stehlík 65' |       | Lubomír Machynek 37' Robin Elšík 41' Zdeněk Fládr 81' | Diváci: 130 Rozhodčí: Mrázek |  |
| Poznámky: Sestava: Halouska (46. Neoral) - Machynek (62. Hladík), Malý, Rus (46. Schuster), Hýbl (40. Sečkář) - Hirsch, Elšík, Pančochář (62. Skwarczek), Alaverdašvili - Píchal (62. Fládr), Kroupa (62. Zapletal). |                                     |       |                                                       |                              |  |

## Ligové zápasy 2016/2017

### Pozdimní část
| 2. kolo 13. srpna 2016 | 1. SK Prostějov    | 1 – 1 | SK Sigma Olomouc       | Stadion Za Místním nádražím, Prostějov      |  |
| 17:00 | Zdeněk Fládr 45+1' |       | Jakub Plšek 21' z pen. | Diváci: 3 340 (vyprodáno) Rozhodčí: Dresler |  |
| Poznámky: Sestava: Kofroň - Hirsch, Sus, Schuster, Pančochář - Štrombach (90. Machynek), Fládr, Skwarczek, Šteigl (63. Langer) - Kroupa, Nekuda (75. Machálek). |                    |       |                        |                                             |  |

| 3. kolo 20. srpna 2016 | FK Baník Sokolov | 1 – 0 | 1. SK Prostějov | Stadion FK Baník Sokolov, Sokolov |  |
| 10:15 | Petr Glaser 84'  |       |                 | Diváci: 580 Rozhodčí: Váňa        |  |
| Poznámky: Sestava: Kofroň - Hirsch, Sus, Schuster, Pančochář - Štrombach (63. Langer), Fládr, Skwarczek, Šteigl (80. Machynek) - Nekuda (76. Machálek), Kroupa. |                  |       |                 |                                   |  |

| 4. kolo 27. srpna 2016 | 1. SK Prostějov | 0 – 1 | FK Varnsdorf                    | Stadion Za Místním nádražím, Prostějov |  |
| 17:00 |                 |       | Aleš Schuster 63' (vlastní gól) | Diváci: 820 Rozhodčí: Pechanec         |  |
| Poznámky: Sestava: Kofroň - Hirsch, Sus, Schuster, Pančochář - Šteigl (63. Štrombach), Skwarczek, Fládr, Langer (80. Píchal) - Machálek (75. Petržela), Kroupa. |                 |       |                                 |                                        |  |

| 1. kolo 31. srpna 2016 | MFK Vítkovice                      | 2 – 1 | 1. SK Prostějov            | Městský stadion v Ostravě-Vítkovicích, Vítkovice |  |
| 17:00 | Vladimír Mišínský 36' z pen. a 65' |       | David Štrombach 33' z pen. | Diváci: 786 Rozhodčí: Ulrich                     |  |
| Poznámky: Sestava: Kofroň - Hirsch, Sus, Schuster, Pančochář - Štrombach (81. Petržela), Skwarczek, Fládr, Šteigl (62. Machálek) - Langer (90. Rus) - Nekuda. |                                    |       |                            |                                                  |  |

| 5. kolo 3. září 2016 | MFK Frýdek-Místek                       | 2 – 2 | 1. SK Prostějov                  | Stadion Stovky, Frýdek-Místek     |  |
| 17:00 | Tomáš Hykel 29' Lubomír Willwéber 90+3' |       | David Štrombach 27' z pen. a 37' | Diváci: 1 270 Rozhodčí: Dubravský |  |
| Poznámky: Sestava: Kofroň - Hirsch, Sus, Schuster, Pančochář - Štrombach (78. Šteigl), Skwarczek, Fládr, Langer - Nekuda (86. Rus), Machálek. |                                         |       |                                  |                                   |  |

| 6. kolo 10. září 2016 | 1. SK Prostějov | 0 – 2 | 1. SC Znojmo FK                         | Stadion Za Místním nádražím, Prostějov |  |
| 17:00 |                 |       | Stijepo Njire 28' z pen. Jiří Klíma 69' | Diváci: 740 Rozhodčí: Berka            |  |
| Poznámky: Sestava: Kofroň - Hirsch, Sus, Schuster, Pančochář (77. Rus) - Štrombach (77. Píchal), Petržela (68. Šteigl), Fládr, Langer - Nekuda, Chwaszcz. |                 |       |                                         |                                        |  |

| 7. kolo 17. září 2016 | FC Baník Ostrava                                   | 3 – 0 | 1. SK Prostějov | Městský stadion v Ostravě-Vítkovicích, Vítkovice |  |
| 17:00 | Petr Nerad 17' Karol Mondek 25' Ľubomír Urgela 65' |       |                 | Diváci: 3 308 Rozhodčí: Jílek                    |  |
| Poznámky: Sestava: Kofroň - Hirsch, Rus, Schuster, Pančochář - Chwaszcz (78. Píchal), Fládr (72. Langer), Skwarczek, Štrombach - Nekuda (78. Machálek), Kroupa. |                                                    |       |                 |                                                  |  |

| 8. kolo 24. září 2016 | 1. SK Prostějov | 0 – 3 | FC Sellier & Bellot Vlašim            | Stadion Za Místním nádražím, Prostějov |  |
| 16:30 |                 |       | Pavel Vyhnal 32' Milan Piško 54', 66' | Diváci: 680 Rozhodčí: Rejžek           |  |
| Poznámky: Sestava: Kofroň - Hirsch, Sus, Schuster, Pančochář - Štrombach, Skwarczek, Fládr (71. Rus), Langer (56. Petržela) - Nekuda (63. Chwaszcz), Kroupa. |                 |       |                                       |                                        |  |

| 9. kolo 1. října 2016 | SFC Opava                                                            | 3 – 1 | 1. SK Prostějov         | Městský stadion Opava, Opava    |  |
| 19:00 | Radim Grussmann 14' Tomáš Smola 74' z pen. Petr Zapalač 90+3' z pen. |       | Karel Kroupa 30' z pen. | Diváci: 2 392 Rozhodčí: Severýn |  |
| Poznámky: Sestava: Neoral - Machynek, Sus, Schuster, Pančochář - Hirsch, Skwarczek, Fládr (80. Langer), M. Machálek (72. Štrombach) - Píchal (63. Chwaszcz), Kroupa. |                                                                      |       |                         |                                 |  |

| 10. kolo 8. října 2016 | 1. SK Prostějov | 0 – 1 | FK Ústí nad Labem | Stadion Za Místním nádražím, Prostějov |  |
| 16:00 |                 |       | Pavel Moulis 77'  | Diváci: 520 Rozhodčí: Matějček         |  |
| Poznámky: Sestava: Kofroň - Machynek, Rus, Schuster, Pančochář - Hirsch, Skwarczek (65. Fládr), Sus, Štrombach (74. Langer) - Píchal (60. Nekuda), Kroupa. |                 |       |                   |                                        |  |

| 11. kolo 15. října 2016 | 1. SK Prostějov                                              | 3 – 0 | FK Pardubice | Stadion Za Místním nádražím, Prostějov |  |
| 16:00 | Lubomír Machynek 23' Michal Skwarczek 35' Milan Machálek 66' |       |              | Diváci: 500 Rozhodčí: Ginzel           |  |
| Poznámky: Sestava: Kofroň - Machynek (46. Machálek), Sus, Rus, Pančochář - Hirsch, Skwarczek, Zapletal (66. Petržela), Štrombach - Píchal, Kroupa (84. Chwaszcz). |                                                              |       |              |                                        |  |

| 12. kolo 21. října 2016 | SK Dynamo České Budějovice                        | 3 – 0 | 1. SK Prostějov | Fotbalový stadion Střelecký ostrov, České Budějovice |  |
| 18:00 | Ivo Táborský 19' Petr Benát 23' Richard Kalod 79' |       |                 | Diváci: 1 011 Rozhodčí: Mrázek                       |  |
| Poznámky: Sestava: Kofroň - Machynek, Schuster, Rus, Hirsch - Pančochář - Machálek (57. Šteigl), Petržela, Zapletal (46. Nekuda), Štrombach - Chwaszcz (76. Fládr). |                                                   |       |                 |                                                      |  |

| 13. kolo 29. října 2016 | 1. SK Prostějov                            | 2 – 3 | FC MAS Táborsko                                            | Stadion Za Místním nádražím, Prostějov |  |
| 14:30 | Peter Mráz 15' vlastní gól Petr Nekuda 87' |       | Elvist Ciku 10' Aleš Nešický 25' Aleš Hanzlík 90+5' z pen. | Diváci: 460 Rozhodčí: Dresler          |  |
| Poznámky: Sestava: Kofroň - Machynek (34. Petržela), Schuster, Rus, Hirsch - Štrombach, Sus, Skwarczek, Fládr (67. Šteigl) - Píchal (46. Nekuda), Kroupa. |                                            |       |                                                            |                                        |  |

| 14. kolo 6. listopadu 2016 | FK Viktoria Žižkov                                            | 5 – 1 | 1. SK Prostějov     | Stadion FK Viktoria Žižkov, Praha |  |
| 10:15 | Pavel Hašek 7' Tomáš Dočekal 19', 40', 85' Michal Pavlata 81' |       | David Štrombach 21' | Diváci: 893 Rozhodčí: Příhoda     |  |
| Poznámky: Sestava: Kofroň – Hirsch, Sus, Schuster, Pančochář – Skwarczek – Machálek (46. Šteigl), Petržela, Píchal (73. Chwaszcz), Štrombach (46. Nekuda) – Kroupa. |                                                               |       |                     |                                   |  |

| 15. kolo 12. listopadu 2016 | 1. SK Prostějov | 0 – 0 | FK Fotbal Třinec | Stadion Za Místním nádražím, Prostějov |  |
| 14:00 |                 |       |                  | Diváci: 390 Rozhodčí: Orel             |  |
| Poznámky: Sestava: Kofroň - Hirsch, Schuster, Rus, Pančochář - Sus - Píchal (64. Šteigl), Skwarczek, Petržela, Nekuda - Kroupa. |                 |       |                  |                                        |  |

| 16. kolo 18. listopadu 2016 | SK Sigma Olomouc                                                                  | 7 – 0 | 1. SK Prostějov | Andrův stadion, Olomouc        |  |
| 18:00 | Aleš Rus 8' vlastní gól Jakub Petr 24' Jakub Plšek 29' z pen., 41', 44', 69', 85' |       |                 | Diváci: 2 597 Rozhodčí: Houdek |  |
| Poznámky: Sestava: Kofroň - Hirsch, Rus, Schuster, Pančochář - Šteigl (81. Machálek), Machynek, Petržela, Zapletal (46. Fládr), Píchal - Nekuda (46. Chwaszcz). |                                                                                   |       |                 |                                |  |

### Jarní část
| 17. kolo 4. března 2017 | 1. SK Prostějov    | 1 – 0 | FK Baník Sokolov | Stadion Za Místním nádražím, Prostějov |  |
| 14:30 | Michael Sečkář 87' |       |                  | Diváci: 690 Rozhodčí: Váňa             |  |
| Poznámky: Sestava: Halouska - Machynek, Malý, Schuster, Hýbl - Hirsch (70. Hladík), Pančochář, Alaverdašvili - Elšík (57. Fládr), Kroupa, Píchal (85. Sečkář). |                    |       |                  |                                        |  |

| 18. kolo 12. března 2017 | FK Varnsdorf | 7 – 2 | 1. SK Prostějov                       | Městský stadion v Kotlině, Varnsdorf |  |
| 14:30 | Fahrudin Ďurděvič 6' Kristián Zbrožek 10' Bojan Dordič 44', 53' Patrik Švantner 59' Oskar Fotr 86' Daniel Kozma 89' |       | Michal Skwarczek 32' Karel Kroupa 65' | Diváci: 782 Rozhodčí: Adámková       |  |
| Poznámky: Sestava: Halouska – Machynek, Malý, Schuster, Hýbl – Hirsch (57. Hladík), Skwarczek, Fládr (68. Čtvrtníček), Alaverdašvili, Elšík (46. Sečkář) – Kroupa. | |       |                                       |                                      |  |

| 19. kolo 18. března 2017 | 1. SK Prostějov  | 1 – 2 | MFK Frýdek-Místek                  | Stadion Za Místním nádražím, Prostějov |  |
| 15:00 | Karel Kroupa 31' |       | Oldřich Byrtus 12' Adam Ševčík 17' | Diváci: 575 Rozhodčí: Matějček         |  |
| Poznámky: Sestava: Halouska - Machynek (44. Hladík), Malý, Schuster, Rus - Hirsch, Pančochář, Alaverdašvili (76. Fládr), Hýbl (71. Sečkář) - Čtvrtníček, Kroupa. |                  |       |                                    |                                        |  |

| 20. kolo 31. března 2017 | 1. SC Znojmo FK                           | 3 – 1 | 1. SK Prostějov  | Městský stadion v Horním parku, Znojmo |  |
| 19:00 | Jiří Klíma 77', 84' Rostislav Šamánek 82' |       | Karel Kroupa 11' | Diváci: 1 315 Rozhodčí: Mikyska        |  |
| Poznámky: Sestava: Halouska - Hirsch, Malý, Schuster, Rus - Hladík, Pančochář (84. Fládr), Skwarczek, Alaverdašvili (84. Píchal), Hýbl - Kroupa (64. Čtvrtníček). |                                           |       |                  |                                        |  |

| 21. kolo 8. dubna 2017 | 1. SK Prostějov | 0 – 2 | FC Baník Ostrava                              | Stadion Za Místním nádražím, Prostějov     |  |
| 16:30 |                 |       | Štefan Pekár 63' z pen. Alexander Jakubov 74' | Diváci: 3 650 (vyprodáno) Rozhodčí: Houdek |  |
| Poznámky: Sestava: Halouska - Machynek (75. Čtvrtníček), Malý, Schuster, Rus - Píchal, Pančochář, Skwarczek, Alaverdašvili (66. Fládr), Hýbl (66. Sečkář) - Kroupa. |                 |       |                                               |                                            |  |

| 22. kolo 15. dubna 2017 | FC Sellier & Bellot Vlašim                                                        | 4 – 0 | 1. SK Prostějov | Stadion v Kollárově ulici, Vlašim |  |
| 16:30 | Pavel Vyhnal 8' Vojtěch Hadaščok 24' z pen. Ladislav Janda 59' Daniel Tarczal 63' |       |                 | Diváci: 416 Rozhodčí: Váňa        |  |
| Poznámky: Sestava: Halouska - Hirsch, Malý, Schuster, Rus - Píchal (72. Machynek), Elšík (46. Alaverdašvili), Skwarczek, Pančochář, Hladík (60. Sečkář) - Čtvrtníček. |                                                                                   |       |                 |                                   |  |

| 23. kolo 19. dubna 2017 | 1. SK Prostějov                   | 2 – 4 | SFC Opava                                                       | Stadion Za Místním nádražím, Prostějov |  |
| 17:00 | Michal Skwarczek 25' Aleš Rus 63' |       | David Puškáč 13', 88' Jan Žídek 71' Jan Schaffartzik 75' z pen. | Diváci: 300 Rozhodčí: Klíma            |  |
| Poznámky: Sestava: Halouska – Hirsch, Malý, Schuster, Rus – Alaverdašvili (80. Čtvrtníček), Pančochář (86. Machynek), Skwarczek, Fládr – Hladík, Píchal. |                                   |       |                                                                 |                                        |  |

| 24. kolo 22. dubna 2017 | FK Ústí nad Labem                      | 3 – 0 | 1. SK Prostějov | Městský stadion Ústí nad Labem, Ústí nad Labem |  |
| 17:00 | Michal Zeman 45', 83' Pavel Moulis 63' |       |                 | Diváci: 521 Rozhodčí: Ginzel                   |  |
| Poznámky: Sestava: Neoral - Machynek (80. Hirsch), Malý, Schuster, Rus - Alaverdašvili (69. Sečkář), Pančochář, Skwarczek, Fládr - Hladík, Píchal (69. Čtvrtníček). |                                        |       |                 |                                                |  |

| 25. kolo 29. dubna 2017 | FK Pardubice                                                        | 5 – 0 | 1. SK Prostějov | Stadion Pod Vinicí, Pardubice |  |
| 10:15 | Michal Petráň 1', 37' Jan Jeřábek 5' Adam Fousek 9' Petr Kudrna 36' |       |                 | Diváci: 669 Rozhodčí: Mrázek  |  |
| Poznámky: Sestava: Neoral (17. Halouska) - Hirsch, Malý, Schuster, Rus - Machynek (46. Sečkář), Pančochář, Alaverdašvili (55. Sus), Fládr - Hladík, Čtvrtníček. |                                                                     |       |                 |                               |  |

| 26. kolo 6. května 2017 | 1. SK Prostějov | 0 – 3 | SK Dynamo České Budějovice                   | Stadion Za Místním nádražím, Prostějov |  |
| 17:00 |                 |       | Ivo Táborský 45' z pen. Jakub Pešek 54', 58' | Diváci: 350 Rozhodčí: Ardeleanu        |  |
| Poznámky: Sestava: Halouska - Machynek (72. Čtvrtníček), Malý, Rus, Hýbl - Hirsch, Sus, Pančochář, Fládr - Hladík (80. Alaverdašvili), Sečkář (58. Píchal). |                 |       |                                              |                                        |  |

| 27. kolo 10. května 2017 | FC MAS Táborsko                   | 3 – 0 | 1. SK Prostějov | Sportovní areál Soukeník, Sezimovo Ústí |  |
| 17:00 | Adnan Džafič 11', 61' z pen., 85' |       |                 | Diváci: 414 Rozhodčí: Mikyska           |  |
| Poznámky: Sestava: Halouska - Hirsch, Malý, Rus, Hýbl - Machynek, Sus, Skwarczek (83. Sečkář), Alaverdašvili - Hladík (46. Fládr), Píchal (77. Zapletal). |                                   |       |                 |                                         |  |

| 28. kolo 13. května 2017 | 1. SK Prostějov     | 2 – 0 | FK Viktoria Žižkov | Stadion Za Místním nádražím, Prostějov |  |
| 17:00 | Jan Hladík 47', 72' |       |                    | Diváci: 260 Rozhodčí: Matějček         |  |
| Poznámky: Sestava: Halouska - Hirsch, Sus, Malý, Rus - Sečkář (82. Hýbl), Skwarczek, Pančochář, Zapletal (60. Machynek) - Hladík (90.+1 Marčík), Čtvrtníček. |                     |       |                    |                                        |  |

| 29. kolo 20. května 2017 | FK Fotbal Třinec                                        | 4 – 0 | 1. SK Prostějov | Stadion Rudolfa Labaje, Třinec |  |
| 17:00 | Petr Hošek 4' Šimon Šumbera 17' Martin Janošík 44', 58' |       |                 | Diváci: 321 Rozhodčí: Berka    |  |
| Poznámky: Sestava: Halouska – Machynek (65. Marčík), Malý, Rus, Hýbl – Hirsch, Skwarczek, Zapletal, Sečkář (55. Fládr) – Hladík, Píchal (27. Čtvrtníček). |                                                         |       |                 |                                |  |

| 30. kolo 27. května 2017 | 1. SK Prostějov | 0 – 3 | MFK Vítkovice                                    | Stadion Za Místním nádražím, Prostějov |  |
| 17:00 |                 |       | Vojtěch Gebert 25' Matěj Fiala 31' Jiří Texl 37' | Diváci: 410 Rozhodčí: Váňa             |  |
| Poznámky: Sestava: Halouska - Hirsch, Malý, Schuster, Hýbl - Sečkář (75. Smékal), Fládr (60. Zapletal), Skwarczek, Pančochář, Hladík - Čtvrtníček (60. Marčík). |                 |       |                                                  |                                        |  |

## Pohárové zápasy 2016/2017
| 1. kolo 30. července 2016 | AFK Tišnov | 0 – 3 | 1. SK Prostějov                                   | Stadion Na Ostrovci, Tišnov |  |
| 17:00 |            |       | Jan Šteigl 3' Tomáš Langer 7' David Štrombach 36' | Diváci: 300 Rozhodčí: Váňa  |  |
| Poznámky: Sestava: Kofroň - Hirsch, Sus, Schuster (67. Rus), Pančochář - Štrombach, Fládr (60. Petržela), Langer, Šteigl - Nekuda, Kroupa (67. Machálek). |            |       |                                                   |                             |  |

| 2. kolo 10. srpna 2016 | SK Líšeň          | 1 – 3 | 1. SK Prostějov                         | Stadion V Kučerově ulici, Líšeň |  |
| 17:00 | Tadeáš Zezula 34' |       | Petr Nekuda 21', 69' Karel Kroupa 90+1' | Diváci: 290 Rozhodčí: Julínek   |  |
| Poznámky: Sestava: Kofroň - Hirsch, Sus, Schuster, Pančochář - Šteigl (72. Machálek), Fládr, Skwarczek, Langer (55. Štrombach) - Nekuda, Kroupa. |                   |       |                                         |                                 |  |

| 3. kolo 27. září 2016 | MFK Karviná                     | 2 – 0 (PP) | 1. SK Prostějov | Městský stadion Karviná, Karviná |  |
| 15:30 | Pavol Jurčo 97' Jan Šisler 103' |            |                 | Diváci: 962 Rozhodčí: Mrázek     |  |
| Poznámky: Sestava: Neoral - Hirsch, Rus, Schuster, Pančochář - Machynek, Skwarczek, Langer, Machálek (80. Zapletal) - Píchal (61. Chwaszcz), Kroupa (60. Nekuda). |                                 |            |                 |                                  |  |